# Dravida Munnetra Kazhagam
La Fédération dravidienne du progrès (en tamoul : திராவிட முன்னேற்றக் கழகம் (Dravida Munnetra Kazhagam), abrégé en DMK) est un parti politique indien présent au Tamil Nadu et à Pondichéry. 
Le parti, fondé en 1949 par Conjeevaram Natarajan Annadurai, est une scission du Dravidar Kazhagam. C'est le premier parti autre que le Congrès à avoir gagné la majorité absolue dans un État et est, avec le All India Anna Dravida Munnetra Kazhagam, l'un des deux principaux partis dravidiens. Il se réclame des idées de Periyar E. V. Ramasamy. 
De 1969 à 2018, le parti est dirigé par Muthuvel Karunanidhi, qui fut ministre en chef du Tamil Nadu à plusieurs reprises. Depuis 2018, le parti est dirigé par son fils Muthuvel Karunanidhi Stalin, lui-même ministre en chef du Tamil Nadu depuis 2021.

## Présidents du parti
- 27 juillet 1969 - 7 août 2018 : M. Karunanidhi
- depuis le 28 août 2018 : M. K. Stalin